# Housséville
Housséville é uma comuna francesa na região administrativa de Grande Leste, no departamento de Meurthe-et-Moselle. Estende-se por uma área de 5,33 km². Em 2010 a comuna tinha 154 habitantes (densidade: 28,9 hab./km²).